# Крекінг-установка у Таррагоні (Dow)
Крекінг-установка у Таррагоні (Dow) — складова частина майданчику нафтохімічного спрямування компанії Dow Chemical, розташованого на північному сході Іспанії в регіоні Каталонія.
З 1967 року концерн Dow Chemical здійснював у Таррагоні продукування поліетилену. В 1982-му для забезпечення виробництва власною сировиною він придбав одну з двох установок парового крекінгу компанії Enpetrol (попередник Repsol). Цей об'єкт, введений в експлуатацію всього за три роки до продажу, мав на той момент потужність 350 тисяч тонн етилену на рік. Станом на середину 2010-х цей показник збільшили вже до 675 тисяч тонн.
Первісно установка споживала газовий бензин (naphtha). Після того, як внаслідок «сланцевої революції» у США на ринку з'явився великий ресурс зріджених вуглеводневих газів, установку Dow Chemical в Таррагоні модернізували. Після 2015-го вона при роботі на повній потужності може споживати 30—35 % пропану та бутану, а в режимі 85—87 % максимального показника частка зріджених газів досягатиме 50—55 %.
Отриманий внаслідок піролізу етилен спрямовується на полімеризацію у поліетилен низької щільності (95 тисяч тонн) та лінійний поліетилен низької щільності (500 тисяч тонн).
Іншими споживачами етилену можуть або могли бути: 
- завод мономеру вінілхлориду в Таррагоні, що спершу належав компанії Aiscondel, а в подальшому опинився під контролем хімічного концерну Ercros (станом на початок 2020-х цей майданчик можви випускати 200 тисяч тонн мономеру на рік);
- завод мономеру вінілхлориду в Мартурелі (компанія Viniclor, 270 тисяч тонн), до якого олефін постачається через етиленопровід Таррагона — Мартурель;
- завод компанії Quimicas del Oxido de Etileno (IQOXE), який продукує 140 тисяч тонн оксиду етилену (оксирану) та 106 тисяч тонн моноетиленгліколю (на виробництво останнього споживається більше половини зазначеного перед тим оксирану). Можливо відзначити, що первісно майданчик IQOXE мав власну установку парового крекінгу, проте доволі швидко вивів її з експлуатації;
- завод етиналю, що діяв до початку 2010-х.
Окрім етилену майданчик Dow Chemical може продуквати 330 тисяч тонн пропілену на рік, При цьому в Таррагоні знаходиться лінія поліпропілену компанії LyondellBasell потужністю 360 тисяч тонн.
Бутадієн із продукованої під час піролізу фракції С4 починаючи з 2007 року споживається розташованим тут же у Таррагоні заводом з виробництва 1-октену потужністю  100 тисяч тонн на рік.